# Snæfellsbær
Die Gemeinde Snæfellsbær liegt im Westen Islands in der Region Vesturland auf der Halbinsel Snæfellsnes.

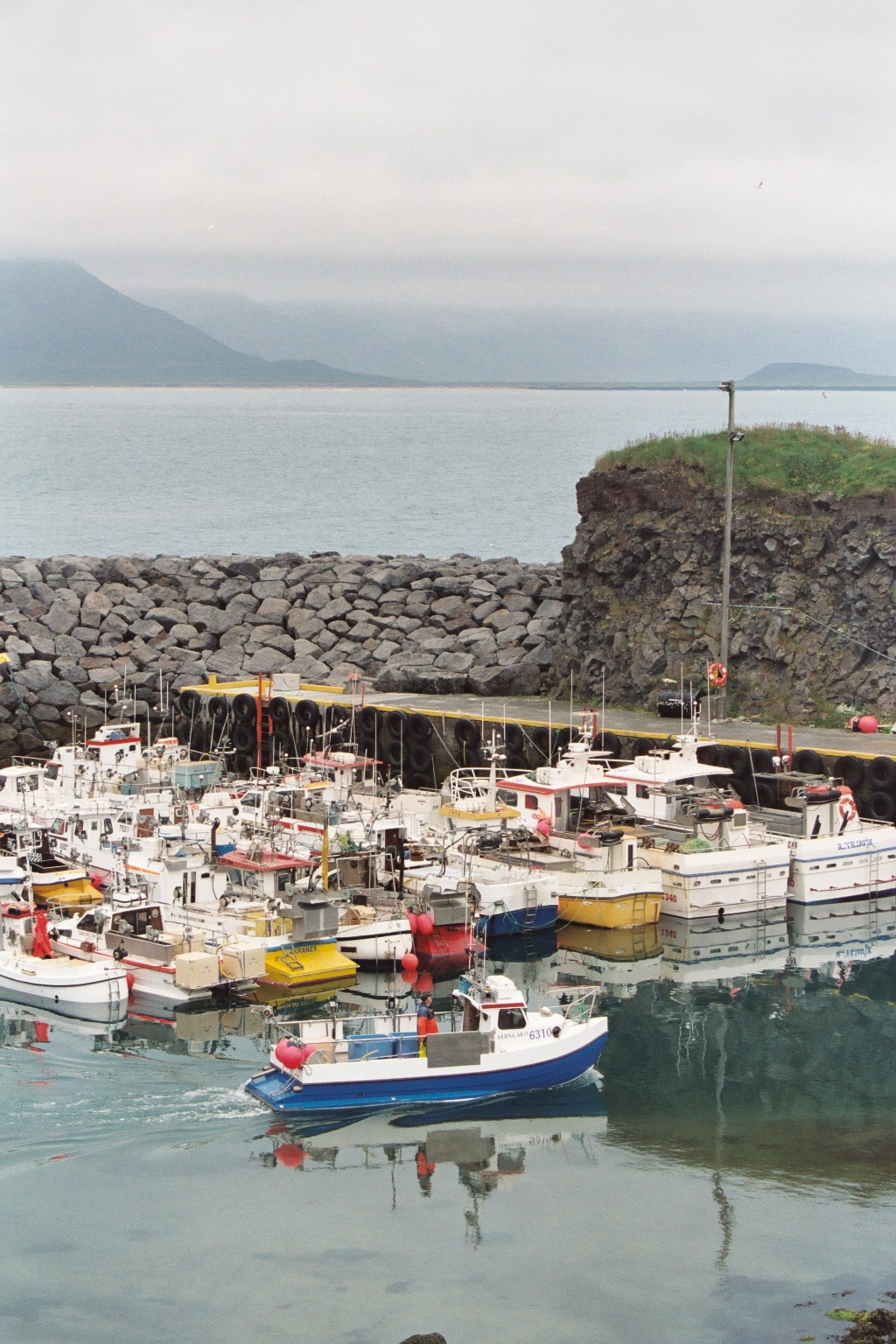
Hafen von Arnarstapi, Snæfellsbær

## Gemeindezusammenschlüsse
Am 1. Dezember 2008 hatte die Gemeinde 1717 Einwohner. Die größten Siedlungen sind die Stadt Ólafsvík (990 Einwohner), Hellissandur (401 Einwohner) und Rif (149 Einwohner).
Die Gemeinde entstand am 11. Juni 1994 durch den Zusammenschluss der Stadt Ólafsvík (Ólafsvíkurbær) mit den drei Landgemeinden Staðarsveit, Breiðuvíkurhreppur und Neshreppur. Die Landgemeinde Fróðárhreppur war bereits am 1. April 1990 nach Ólafsvík eingemeindet worden.

## Nördliches Gemeindegebiet

### Ólafsvík
Ólafsvík liegt etwas nordöstlich von der Westspitze der Halbinsel Snæfellsnes und ist heute ein wichtiger Ort für die Fischerei und ein Handelszentrum für die Bauern der Umgebung.

### Rif

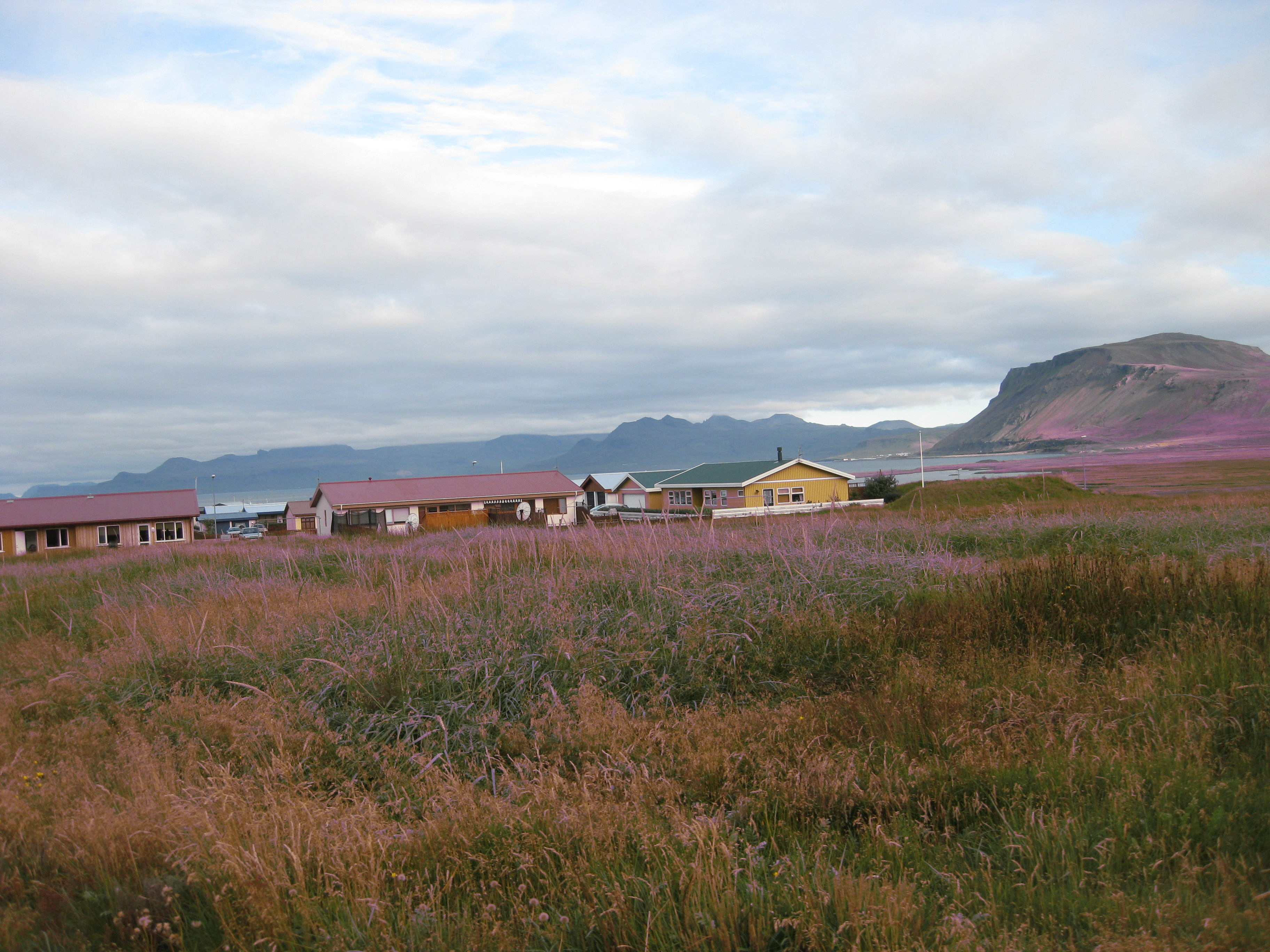
Rif

Rif ist ein Fischerdorf an der nördlichen Westspitze der Halbinsel Snæfellsnes. Es liegt zwischen Hellissandur und Ólafsvík am Breiðafjörður.
Im späten Mittelalter war Rif ein bedeutender Handelshafen. 1467 wurde dort der reiche Händler und Verwaltungsamtmann der Dänen Björn Þorleifsson von Engländern getötet. Es wird erzählt, dass seine Frau daraufhin einen Rachefeldzug startete, über 50 Engländer festnahm und als Sklaven für sich arbeiten ließ.
In der Gegend findet man eines der größten Brutgebiete der Küstenseeschwalbe.

### Hellissandur

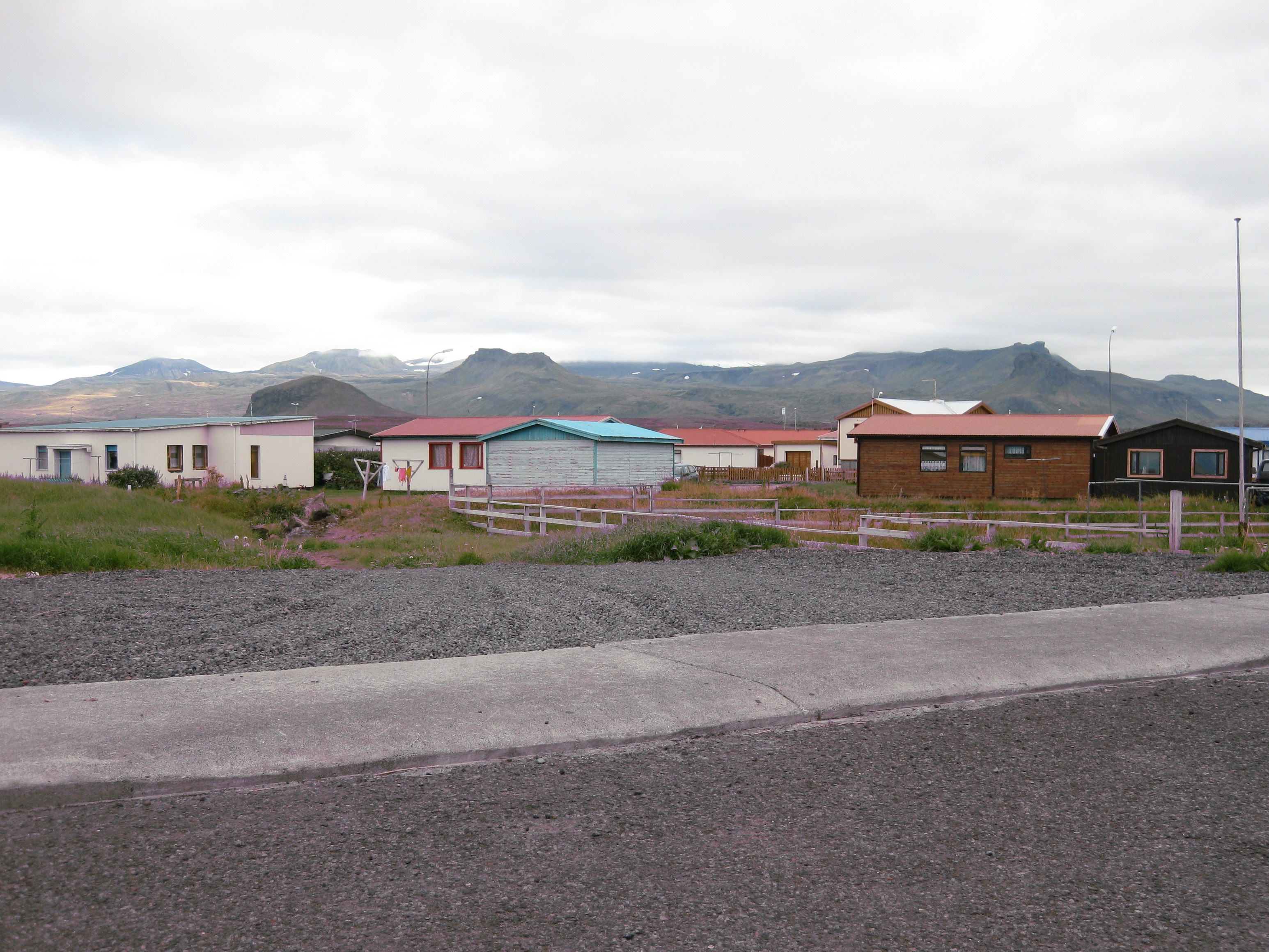
Hellissandur

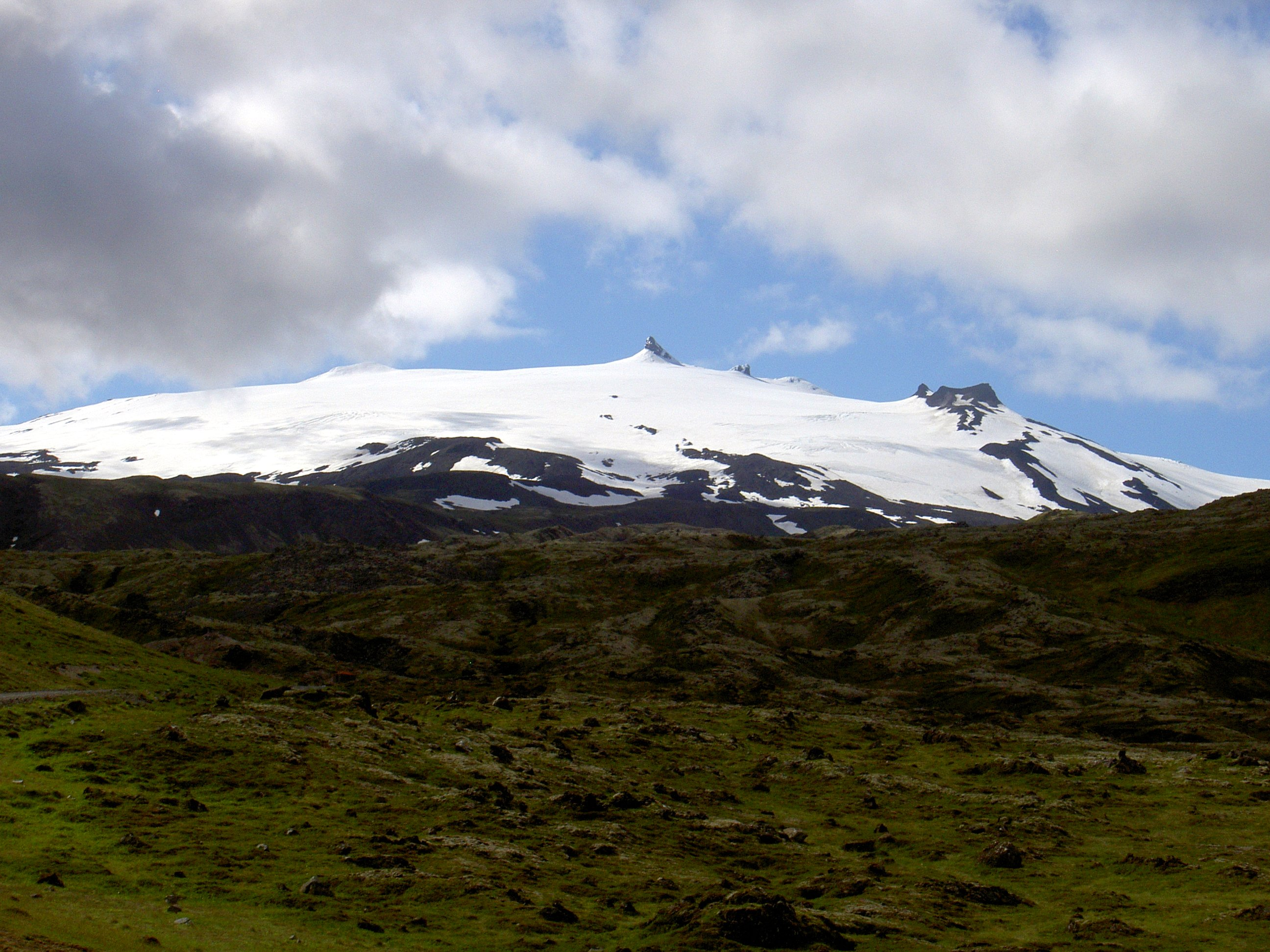
Snæfellsjökull

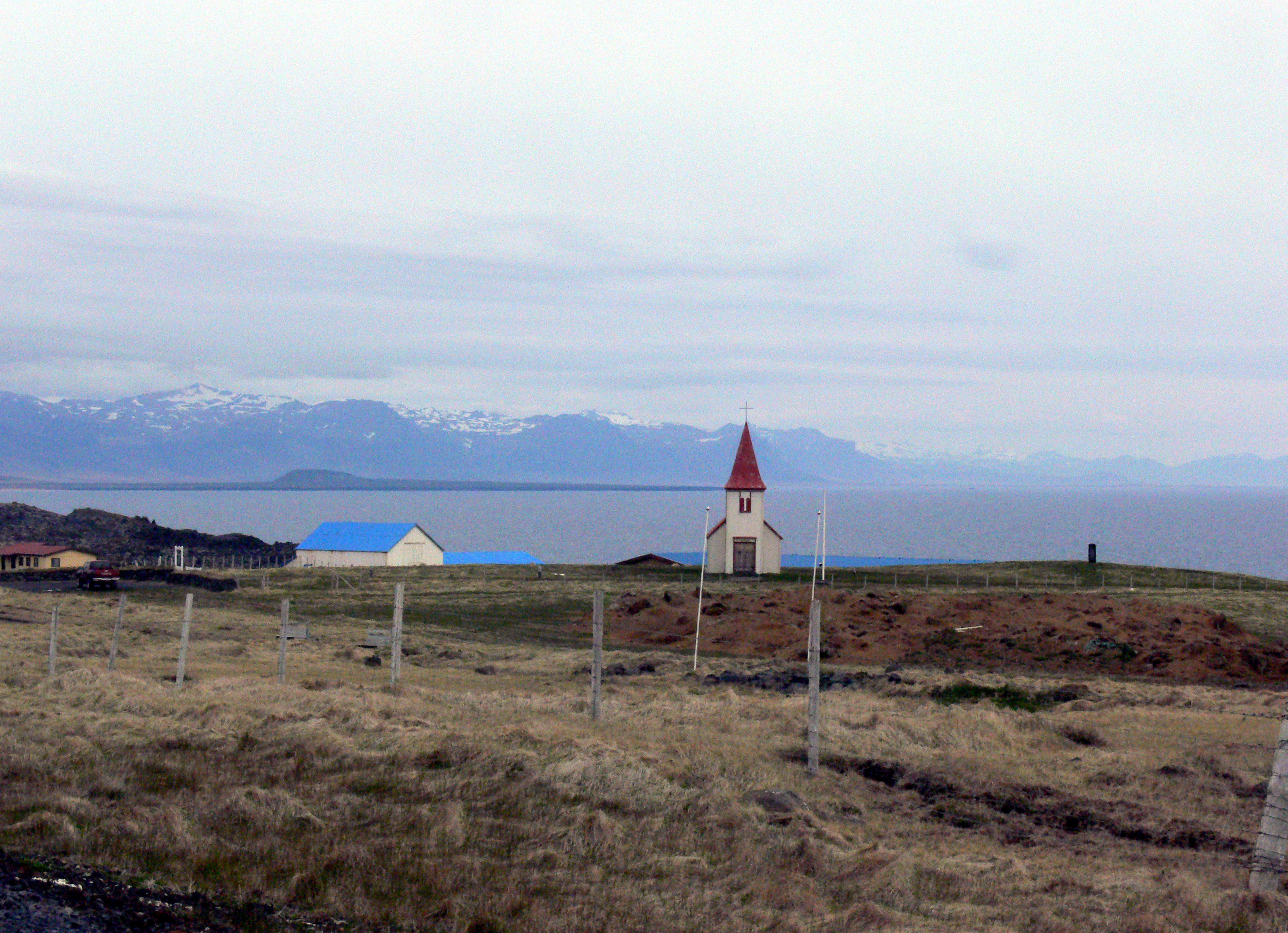
Hellnar mit Hellnakirkja

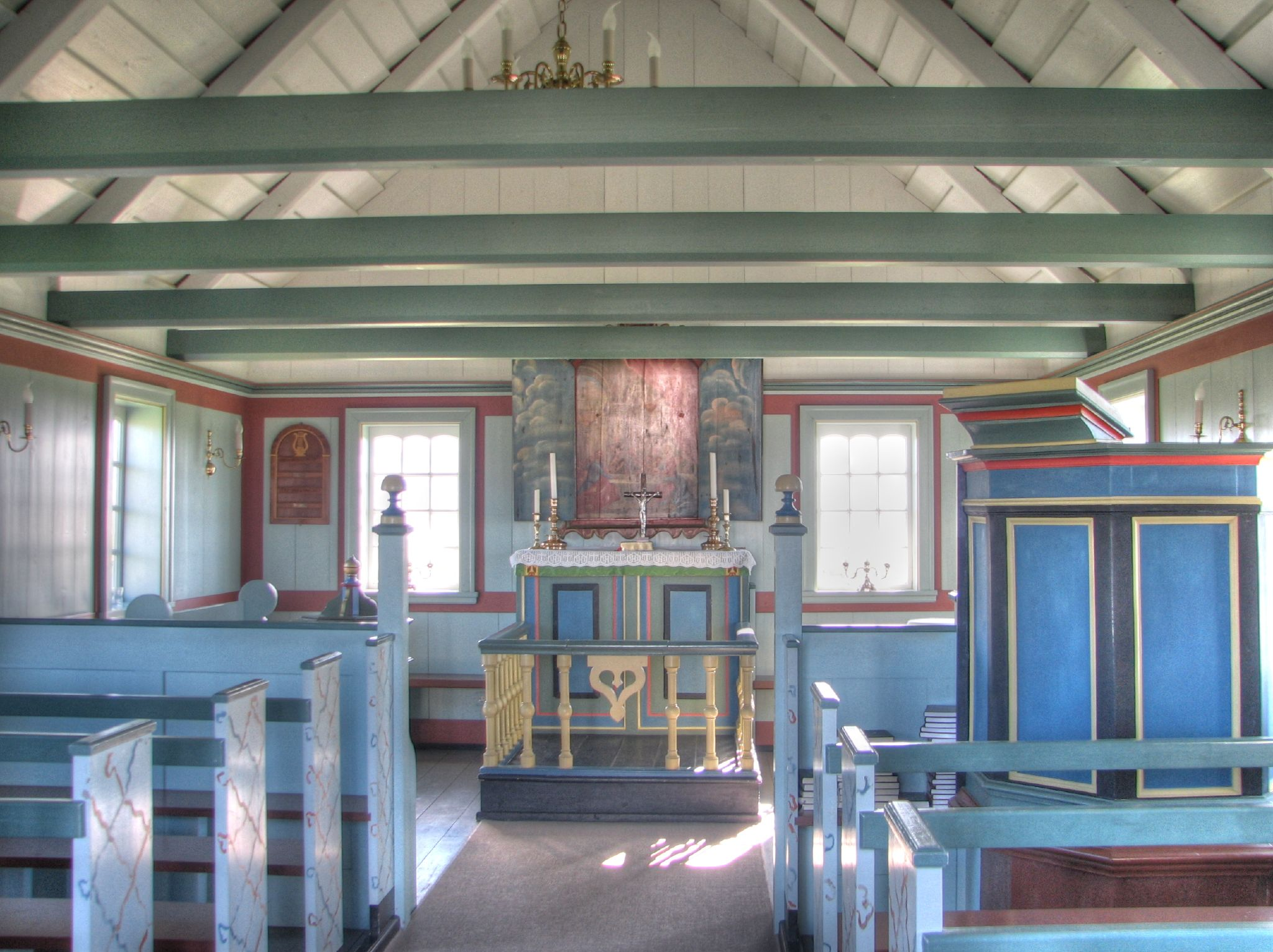
Búðakirkja

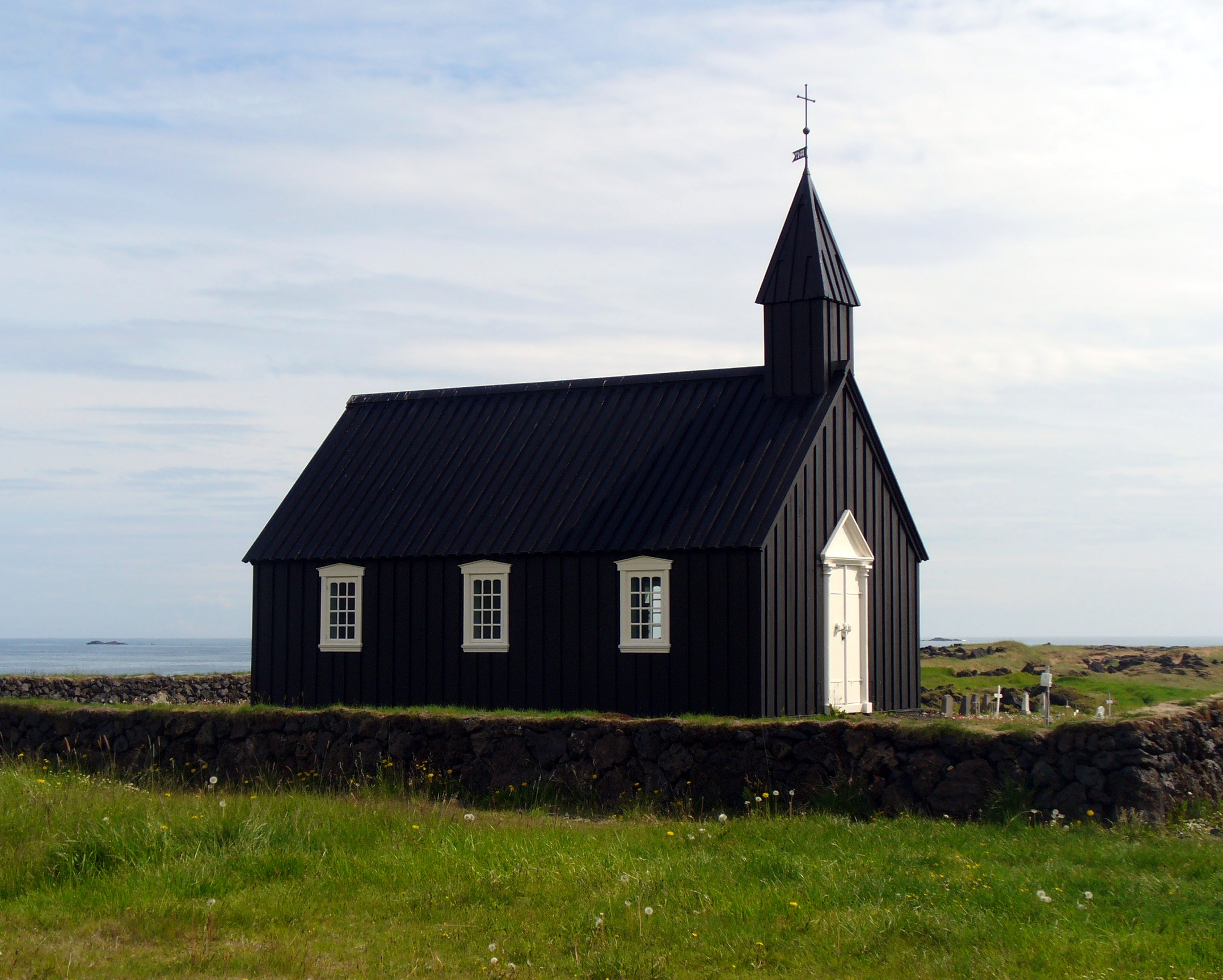
Búðakirkja

Das Dorf Hellissandur liegt westlich von Rif an der Nordküste von Snæfellsnes.

### Ingjaldshóll
Das Gut Ingjaldshóll liegt südöstlich von Hellissandur, dort befindet sich eine Kirche.

## Mittleres Gemeindegebiet

### Snæfellsjökull
Im Zentrum des Gemeindegebiets von Snæfellsbær liegt der 1446 Meter hohe Vulkan Snæfellsjökull. Man kann von Ólafsvík aus im Sommer die nicht asphaltierte Passstraße F570 nach Süden hinauffahren, wobei man dem Gipfelgletscher schon recht nahekommt und bei geeignetem Wetter auf der Südseite einen guten Blick über die Küste hat. Auf dem Weg dahin scheinen im Tal einige Springquellen heißes Wasser zu versprühen. Dabei handelt es sich allerdings nur um Bohrlöcher.
Um den Snæfellsjökull herum führt im Tal die inzwischen asphaltierte Straße Nr. 570 von Hellnar nach Hellissandur.

### Snæfellsjökull-Nationalpark
Auf dem Gemeindegebiet zwischen Hellnar (im Süden) und Hellissandur (im Norden) liegt der Snæfellsjökull-Nationalpark.

## Südliches Gemeindegebiet

### Hellnar
Der kleine Ort Hellnar befindet sich am Fuße des Snæfellsjökull auf der Südseite der Halbinsel Snæfellsnes.
Die Hellnakirkja wurde 1943–1945 mit einem Tonnengewölbe erbaut und am 12. August 1945 geweiht.

### Arnarstapi
Der kleine Fischerort Arnarstapi befindet sich südlich des Snæfellsjökull auf Snæfellsnes.

### Búðir
Das Lavafeld Búðahraun, das unter Naturschutz steht, und Búðir, ein ehemals wichtiger Handelsplatz, liegen im Gemeindegebiet von Snæfellsbær auf der Südseite von Snæfellsnes.

### Staðarsveit
Die ehemalige Landgemeinde Staðarsveit ist in der heutigen Gemeinde Snæfellsbær aufgegangen. Staðarsveit liegt im Süden der Halbinsel Snæfellsnes zwischen dem Rasthaus Vegamot und dem Berg Öxi.

### Búðakirkja
Auf dem Hof Búðir an der Südküste der Halbinsel wurde 1703 zum ersten Mal eine Kirche erbaut. Es war eine kleine Torfkirche, die allerdings 1816 wegen ihres schlechten baulichen Zustands aufgegeben wurde. Die Witwe Steinunn Sveinsdóttir, die um die Mitte des 19. Jahrhunderts auf dem Hof Búðir lebte, finanzierte den Bau der heutigen Holzkirche Búðakirkja, die 1848 erbaut und 1851 geweiht wurde und etwa 50 Menschen Platz bietet. Steinunn starb 1877 und wurde auf dem Friedhof der Kirche begraben, wo ihr Grabstein noch heute zu sehen ist. Die Grundfläche der Kirche, die seit 1990 unter Denkmalschutz steht, beträgt 5,23 × 9,27 m. In der Búðarkirkja, die 1984–1986 renoviert, originalgetreu neu ausgemalt und am 6. September 1987 neu geweiht wurde, sind vor allem das Altargemälde von 1750, zwei Messingleuchter von 1767 und die Glocke von 1672 beachtenswert.

## Einwohnerentwicklung
| Datum         | Einwohner                 |
| ------------- | ------------------------- |
| 1. Dez. 1981: | 2.050 (Gebietsstand 1994) |
| 1. Dez. 1997: | 1.732                     |
| 1. Dez. 2003: | 1.742                     |
| 1. Dez. 2004: | 1.717                     |
| 1. Dez. 2005: | 1.743                     |
| 1. Dez. 2006: | 1.702                     |
| 1. Dez. 2007: | 1.703                     |
| 1. Dez. 2008: | 1.717                     |

## Verkehrsanbindung
Im Ortsteil Rif verkehrt die Straeto-Regionalbuslinie 82.

## Verkehr
Die Straeto -Regionalbuslinie 58 verkehrt in Vegamot.

## Söhne und Töchter der Gemeinde
- Guðlaugur Bergmann (1938–2004), Hotelier und Naturschützer
- Guðmundur Bergþórsson (um 1657–1705), Dichter, Arnarstapi
- Sveinn Ingvarsson (1914–2009), Leichtathlet
- Erró (* 1932 in Ólafsvík), Maler
- Dieter Roth (1930–1998), Künstler (Anwohner in Hellnar)
- Ásgrímur Vigfússon (1758–1829)(= Ásgrímur illi), Pfarrer von Hellnar
- Steingrímur Þorsteinsson (1831–1913), Schriftsteller und Übersetzer, geb. in Arnarstapi